# Unnerstad
Unnerstad är en bebyggelse vid södra stranden av Bråviken i Dagsbergs socken i Norrköpings kommun. Från 2023 avgränsar SCB här en småort.